# Ophiomyia chromolaenae
Ophiomyia chromolaenae este o specie de muște din genul Ophiomyia, familia Agromyzidae, descrisă de Etienne și Martinez în anul 2002. Conform Catalogue of Life specia Ophiomyia chromolaenae nu are subspecii cunoscute.